# Куклы (театр)
Театр «Куклы» — детский театр в Санкт-Петербурге.

## История
Основан в 2012 году.
На данный момент спектакли идут на различных площадках Санкт-Петербурга, в том числе в театрах «Алеко», «Зазеркалье», «Большой театр кукол» и других. Помимо этого, коллективу пришлось сменить название, поэтому теперь театр работает под названием «Театр КУКЛЫ — Доступный театр».

## Особенность театра
Театр «Куклы» — доступный театр, который отличается от других тем, что призван стереть привычные границы между обычными детьми и детьми с ограниченными возможностями, способствовать вовлечению детей-инвалидов в полноценную социальную жизнь, научить детей общаться на равных. Ранее театр был приспособлен для посещения не только обычными детьми, но и детьми с ограниченными возможностями. Помещение театра было оборудовано для удобства детей с нарушениями опорно-двигательного аппарата.
Спектакли могут смотреть как обычные дети, так и дети с нарушениями функции слуха. Спектакли всегда сопровождаются сурдопереводом.
Находясь в едином пространстве, приобретая общие впечатления, вместе сопереживая героям спектаклей, обычные и необычные дети получают редкий опыт общения и возможность стать более терпимыми и чуткими друг к другу, расширить свои представления о мире.

## Руководители театра
- Директор, художественный руководитель, режиссёр: Тигран Владимирович Сааков
- Главный художник — Ольга Евгеньевна Петровская

## Актёры театра
В труппу театра входят молодые артисты, выпускники Санкт-Петербургской Театральной академии. Многие из них работают в других театрах Санкт-Петербурга, таких как БДТ, Молодёжный театр на Фонтанке, Мьюзик Холл.

## Спектакли
- Та самая сказка — по сказкам Г. Х. Андерсена, премьера состоялась 10 июля 2013 года (адаптирован для просмотра зрителями с нарушениями функции слуха; сопровождается сурдопереводом).
- Добрый слон — По пьесе Доктора Сьюза «Слон Хортон» (адаптирован для всех детей, в том числе слабовидящих и незрячих. Премьера состоялась 26 февраля 2011 года)[2];
- Крыша ехала домой (по стихам Юнны Мориц и песням Сергея Никитина);
- Сотворившая чудо — по пьесе Уильяма Гибсона The Miracle Worker о Хелен Келлер[3];
- Мир тишины (адаптирован для просмотра зрителями с нарушениями функции слуха);
- Чёрное и Белое (спектакль легко доступен людям с нарушением функции слуха);
- Требуется Собака. По пьесе С. Белова, С. Куваева «Не хочу быть собакой» (адаптирован для просмотра зрителями с нарушениями функции слуха; сопровождается сурдопереводом);
- Человечек из часов — по произведениям Саши Чёрного (сопровождается сурдопереводом);
- Терёшечка (театр-студия «КукАртель», сопровождается сурдопереводом);
- Прогулка с облаками (по сказке Сергея Козлова, театр-студия «КукАртель», сопровождается сурдопереводом);
- Игрушки. Плюшевое безмолвие (по стихам современных поэтов) — спектакль одновременно идет на русском и жестовом языках.

## Участие в фестивалях
- Театры Санкт-Петербурга — детям (спектакли «Крыша ехала домой», «Мир тишины» — лауреаты фестиваля)
- Белгородская забава
- ЛИК-2010[4]
- I Всемирный Фестиваль Школ Кукольников «КУКART»[5]
- АртОкраина[6]
- Санкт-Петербургский детский благотворительный Кинофестиваль